# Konfusion
Konfusion eller förvirring är ett psykiskt tillstånd som inkluderar desorientering. men även kan innefatta oförmåga att tänka klart och känslomässiga störningar. Desorientering omfattar att glömma tid, rum och person, det vill säga när det är, var man är och vem man är. 
Vid konfusion är den underliggande orsaken som huvudregel en kroppslig sjukdom. Vid en psykiatrisk akutmottagning är distinktionen mellan konfusion och psykos därmed viktig, eftersom ett psykotiskt tillstånd utan kroppsliga symtom sannolikt reflekterar en rent psykiatrisk sjukdom medan konfusion vanligen uppkommer till följd av en kroppssjukdom. Psykogen konfusion, det vill säga en psykiskt betingad förvirring i sådana hänseenden, räknas som en dissociativ störning. Desorientering kan dock också vara ett symtom på till exempel akut stressreaktion, akut psykos (kortvarigt eller lindrigt), delirium, och organiskt amnesisyndrom.
Konfusion förekommer också vid andra utmattnings- och stresstillstånd.

## Utlösande orsaker
- läkemedel
- infektion i urinvägar eller luftvägar
- sömnbrist
- rubbningar i kroppens elektrolytbalans till exempel på grund av intorknig
- akuta sjukdomstillstånd med smärta och ångest
- operationer
- svåra livshotande sjukdomar i slutstadiet
- hjärnpåverkan på grund av dålig syresättning i hjärnan till exempel på grund av hjärtsjukdom
- abstinens efter tidigare intag av alkohol eller lugnade medel
- svår stress orsakad av sorg, ångest mm

## Behandling
Eftersom konfusion är ett symtom och inte en sjukdom är det viktigt att den utlösande orsaken/orsakerna till konfusionen identifieras och behandlas. Man ska speciellt kontrollera nyinsatta läkemedel och om den drabbade visar tecken på urinvägs- eller luftvägsinfektion.[källa behövs]
Omvårdnaden är viktig - konfusionella personer ska vårdas i en lugn miljö. De ska ha smärtstillande medicin vid behov liksom lugnande medicin eller sömnmedel om de är ångestfyllda eller har sömnstörningar. Man ska underlätta för de drabbade att orientera sig i tillvaron genom tydlig, rak kommunikation. En klocka, en kalender, dagens tidning kan bidra till rehabiliteringen.[källa behövs]